# Moskovsko-Petrogradskaja-lijn
De Moskovsko-Petrogradskaja-lijn (Russisch: Московско-Петроградская линия) (lijn 2) is een lijn van de metro van Sint-Petersburg. De lijn loopt van het noorden naar het zuiden van de stad, telt 18 stations en heeft een lengte van 30,1 kilometer, waarmee het de langste metrolijn van de stad is. De reistijd van eindpunt naar eindpunt bedraagt ongeveer 43 minuten. Het eerste deel van de lijn opende in 1961, als tweede lijn van het net. Sindsdien heeft de Moskovsko-Petrogradskaja-lijn zich ontwikkeld tot de drukste lijn van de metro van Sint-Petersburg. De lijn is genoemd naar twee stadsdelen die hij verbindt: Petrograd (in het noorden) en Moskovski (in het zuiden). De Moskovsko-Petrogradskaja kreeg als eerste Petersburgse metrolijn stations met automatische schuifdeuren tussen de perronhal en de sporen. Op metrokaarten wordt de lijn aangeduid met de kleur blauw.

## Geschiedenis
| Traject                                      | Openingsdatum    |
| -------------------------------------------- | ---------------- |
| Technologitsjeski institoet - Park Pobedy    | 29 april 1961    |
| Petrogradskaja - Technologitsjeski institoet | 1 juli 1963      |
| Park Pobedy - Moskovskaja                    | 25 december 1969 |
| Moskovskaja - Koeptsjino                     | 25 december 1972 |
| Oedelnaja - Petrogradskaja                   | 6 november 1982  |
| Prospekt Prosvesjtsjenieja - Oedelnaja       | 19 augustus 1988 |
| Parnas - Prospekt Prosvesjtsjenieja          | 22 december 2006 |

Eén station werd, net als het bovenliggende plein, hernoemd na de val van de Sovjet-Unie: Plosjtsjad Mira (Plein van de Vrede) kreeg zijn pre-revolutionaire naam Sennaja plosjtsjad (Hooiplein) terug.

## Stations
Alle stations op de Moskovsko-Petrogradskaja-lijn bevinden zich in diepe tunnels, behalve de bovengrondse eindpunten Koeptsjino en Parnas. Beide zijn tevens de enige stations met twee zijperrons beschikt, de overige stations hebben een eilandperron. Vier stations (Petrogradskaja, Park Pobedy, Moskovskaja en Zvjozdnaja) zijn uitgerust met automatische schuifdeuren tussen de perronhal en de sporen; dit stationstype wordt aangeduid als "horizontale lift". Op drie stations kan overgestapt worden op een andere metrolijn, op twee stations bestaat er een overstapmogelijkheid op het voorstadsnet van de spoorwegen (de beide stations Oedelnaja zijn niet fysiek met elkaar verbonden maar liggen wel direct naast elkaar).
| Station                     | Overstappunt           | Foto | Geopend          | Opmerkingen                                                              |
| --------------------------- | ---------------------- | ---- | ---------------- | ------------------------------------------------------------------------ |
| Parnas                      |                        |      | 22 december 2006 |                                                                          |
| Prospekt Prosvesjtsjenieja  |                        |      | 19 augustus 1988 |                                                                          |
| Ozerki                      |                        |      | 19 augustus 1988 |                                                                          |
| Oedelnaja                   | Oedelnaja              |      | 6 november 1982  |                                                                          |
| Pionerskaja                 |                        |      | 6 november 1982  |                                                                          |
| Tsjornaja retsjka           |                        |      | 6 november 1982  |                                                                          |
| Petrogradskaja              |                        |      | 1 juli 1963      | Horizontale lift                                                         |
| Gorkovskaja                 |                        |      | 1 juli 1963      |                                                                          |
| Nevski prospekt             | Gostinyi Dvor          |      | 1 juli 1963      |                                                                          |
| Sennaja plosjtsjad          | Spasskaja Sadovaja     |      | 1 juli 1963      | Geopend als Plosjtsjad Mira in juli 1992 omgedoopt in Sennaja plosjtsjad |
| Technologitsjeski institoet |                        |      | 29 april 1961    |                                                                          |
| Froenzenskaja               |                        |      | 29 april 1961    |                                                                          |
| Moskovskieje vorota         | Zastavskaja vanaf 2026 |      | 29 april 1961    |                                                                          |
| Elektrosila                 |                        |      | 29 april 1961    |                                                                          |
| Park Pobedy                 |                        |      | 29 april 1961    | Eerste horizontale lift                                                  |
| Moskovskaja                 |                        |      | 25 december 1969 | Horizontale lift                                                         |
| Zvjozdnaja                  |                        |      | 25 december 1972 | Horizontale lift                                                         |
| Koeptsjino                  | Koepstjino             |      | 25 december 1972 |                                                                          |

Binnen een overstapcomplex hebben de stations per lijn een andere naam, met uitzondering van Technologitsjeski institoet, waar overgestapt kan worden aan de andere zijde van het perron.

## Materieel
De dienst op de Moskovsko-Petrogradskaja-lijn wordt uitgevoerd met zesrijtuigtreinen. De lijn beschikt over één depot: Moskovskoje (№ 3), gelegen achter het station Koeptsjino. Het depot Vyborgskoje (№ 6), nabij station Parnas, bevindt zich weliswaar op lijn 2, maar bedient de Pravoberezjnaja-lijn. De meeste van de 56 treinstellen van de lijn behoren tot het Sovjetstandaardtype 81-714/717. Sinds 1965 worden de treinen op de lijn automatisch bestuurd; de machinist hoeft enkel het vertreksein te geven en toe te zien op de veiligheid.